# Joseph Arbour
Pour les articles homonymes, voir Arbour.
Joseph Merille Ernest Arbour, surnommé Ty Arbour, (né le 29 juin 1896 à Waubaushene ville de l'Ontario au Canada — mort le 11 février 1979) est un joueur professionnel canadien de hockey sur glace qui évoluait au poste d'ailier gauche. Son frère cadet, Jack, a également connu une carrière de joueur de hockey professionnel.

## Biographie
Après avoir joué dans sa jeunesse au sein de l'équipe locale de hockey, Arbour fait partie des forces militaires canadiennes lors de la Première Guerre mondiale. Il revient au Canada et au jeu en 1918 et franchit petit à petit pour finalement rejoindre les Pirates de Pittsburgh de la Ligue nationale de hockey en 1926-1927, pour la deuxième saison de l'équipe dans la LNH.
En décembre 1927, il est impliqué dans un échange à trois équipes et rejoint les Black Hawks de Chicago alors que Bert McCaffrey rejoint Pittsburgh et Eddie Rodden les Maple Leafs de Toronto. Lors de sa quatrième et dernière saison avec la franchise de Chicago, il est nommé capitaine de l'équipe. Il termine sa carrière dans les ligues mineures, jouant pour plusieurs équipes avant de raccrocher définitivement en 1936.

## Statistiques
| Saison     | Équipe                      | Ligue         |    | Saison régulière | Saison régulière | Saison régulière | Saison régulière | Saison régulière |   | Séries éliminatoires | Séries éliminatoires | Séries éliminatoires | Séries éliminatoires | Séries éliminatoires |
| Saison     | Équipe                      | Ligue         | PJ | B                | A                | Pts              | Pun              | PJ               | B | A                    | Pts                  | Pun                  |                      |                      |
| 1913-1914  | Waubaushene A.C.            | OHA-Jr.       |    |                  |                  |                  |                  |                  |   |                      |                      |                      |                      |                      |
| 1914-1915  | Waubaushene A.C.            | OHA-Jr.       |    |                  |                  |                  |                  |                  |   |                      |                      |                      |                      |                      |
|            |                             |               |    |                  |                  |                  |                  |                  |   |                      |                      |                      |                      |                      |
| 1918-1919  | Pascoes de Port Arthur      | TBSHL         | 6  | 8                | 1                | 9                | 4                |                  |   |                      |                      |                      |                      |                      |
| 1919-1920  | Aces du Midland             | OHA-Sr.       |    |                  |                  |                  |                  |                  |   |                      |                      |                      |                      |                      |
| 1920-1921  | Elks de Brandon             | MHL-Sr.       | 12 | 11               | 4                | 15               | 4                |                  |   |                      |                      |                      |                      |                      |
| 1920-1921  | Elks de Brandon             | Coupe Allan   | 5  | 8                | 4                | 12               | 2                |                  |   |                      |                      |                      |                      |                      |
| 1921-1922  | Eskimos d'Edmonton          | WCHL          | 24 | 27               | 6                | 33               | 22               | 2                | 0 | 0                    | 0                    | 2                    |                      |                      |
| 1922-1923  | Eskimos d'Edmonton          | WCHL          | 30 | 18               | 9                | 27               | 10               | 2                | 0 | 1                    | 1                    | 0                    |                      |                      |
| 1922-1923  | Eskimos d'Edmonton          | Coupe Stanley |    |                  |                  |                  |                  | 2                | 0 | 0                    | 0                    | 0                    |                      |                      |
| 1923-1924  | Eskimos d'Edmonton          | WCHL          | 30 | 13               | 5                | 18               | 12               |                  |   |                      |                      |                      |                      |                      |
| 1924-1925  | Maroons de Vancouver        | WCHL          | 27 | 15               | 5                | 20               | 12               |                  |   |                      |                      |                      |                      |                      |
| 1925-1926  | Maroons de Vancouver        | WHL           | 30 | 10               | 6                | 16               | 6                |                  |   |                      |                      |                      |                      |                      |
| 1926-1927  | Pirates de Pittsburgh       | LNH           | 41 | 7                | 8                | 15               | 10               |                  |   |                      |                      |                      |                      |                      |
| 1927-1928  | Pirates de Pittsburgh       | LNH           | 7  | 0                | 0                | 0                | 0                |                  |   |                      |                      |                      |                      |                      |
| 1927-1928  | Black Hawks de Chicago      | LNH           | 32 | 5                | 5                | 10               | 32               |                  |   |                      |                      |                      |                      |                      |
| 1928-1929  | Black Hawks de Chicago      | LNH           | 44 | 3                | 4                | 7                | 32               |                  |   |                      |                      |                      |                      |                      |
| 1929-1930  | Black Hawks de Chicago      | LNH           | 42 | 10               | 8                | 18               | 26               | 2                | 1 | 0                    | 1                    | 0                    |                      |                      |
| 1930-1931  | Black Hawks de Chicago      | LNH           | 41 | 3                | 3                | 6                | 12               | 9                | 1 | 0                    | 1                    | 6                    |                      |                      |
| 1931-1932  | Yellowjackets de Pittsburgh | LIH           | 47 | 13               | 3                | 16               | 10               |                  |   |                      |                      |                      |                      |                      |
| 1932-1933  | Bisons de Buffalo           | LIH           | 17 | 2                | 1                | 3                | 4                |                  |   |                      |                      |                      |                      |                      |
| 1933-1934  | Eskimos d'Edmonton          | NWHL          | 33 | 18               | 8                | 26               | 2                | 1                | 0 | 0                    | 0                    | 0                    |                      |                      |
| 1934-1935  | Buckaroos de Portland       | NHWL          | 32 | 11               | 9                | 20               | 16               |                  |   |                      |                      |                      |                      |                      |
| 1935-1936  | Buckaroos de Portland       | NHWL          |    | 6                | 4                | 10               | 41               |                  |   |                      |                      |                      |                      |                      |
| Totaux LNH | Totaux LNH                  | Totaux LNH    |    | 207              | 28               | 28               | 56               | 112              |   | 11                   | 2                    | 0                    | 2                    | 6                    |